# Architettura italiana del Novecento
Con il termine architettura italiana del Novecento si intendono tutte quelle correnti architettoniche che, partendo dal movimento artistico del liberty, si sono sviluppate in Italia nel XX secolo.

## Architettura modernista. Il Liberty
Nel ventennio a cavallo tra l'Ottocento e il Novecento, l'ambiente artistico e culturale italiano recepì gli stimoli di questa nuova corrente stilistica.
Ernesto Basile ne fu uno dei principali interpreti con le sue numerosissime realizzazioni di teatri, palazzi e villini, fra i quali Villa Igiea a Palermo (1899-1900) e l'ampliamento di Palazzo Montecitorio a Roma.
L'occasione principale fu quella dell'Esposizione Internazionale d'Arte Decorativa Moderna di Torino del 1902, in quella occasione Raimondo D'Aronco progettò il Padiglione italiano. 
Altra personalità di spicco fu Giuseppe Sommaruga che sempre in quegli anni realizzò Palazzo Castiglioni a Milano.

## Il futurismo

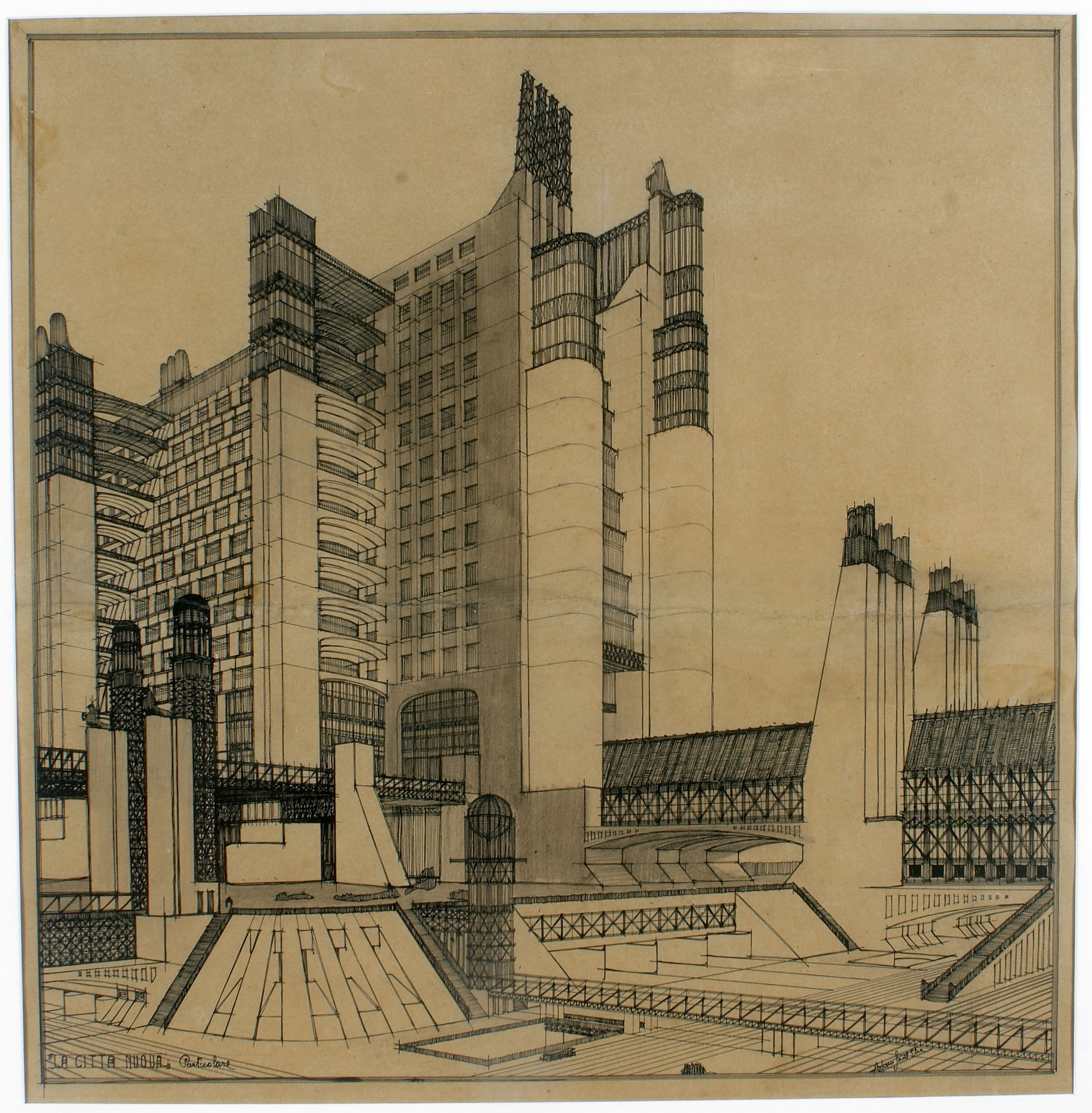
Disegni per una città futurista.

Antonio Sant'Elia (1888 - 1916) è l'esponente più rappresentativo dell'architettura futurista.
Il suo futurismo è architettura in "movimento", lo spazio architettonico che si lega al tempo in un progetto sistemico della scienza tecnologica della macchina. L'universo dell'architettura si amplia e viene a interessare la dimensione urbana, appunto la Città Nuova il più importante progetto di questo architetto del 1913-1914, nel quale si immagina in una raccolta di schizzi e progetti la Milano del futuro. Il lavoro di Sant'Elia fu dell'"avanguardia" ed ebbe influsso a livello Europeo, e sebbene in parte legato all'Art Nouveau e alla Secessione viennese in alcuni caratteri, porta indiscutibilmente i segni di rottura con il passato che vuole trasfigurare. I disegni sono quasi tutti prospettici ma da essi si denota il "movimento" delle forme architettoniche delle megastrutture rappresentate. La morte prematura di Antonio Sant'Elia, al fronte durante la prima guerra mondiale, ha impedito lo sviluppo delle idee futuristiche in architettura, ma proprio in questi archetipi molti hanno visto un'anticipazione di Walter Gropius e di Le Corbusier.

## Architettura del periodo fascista

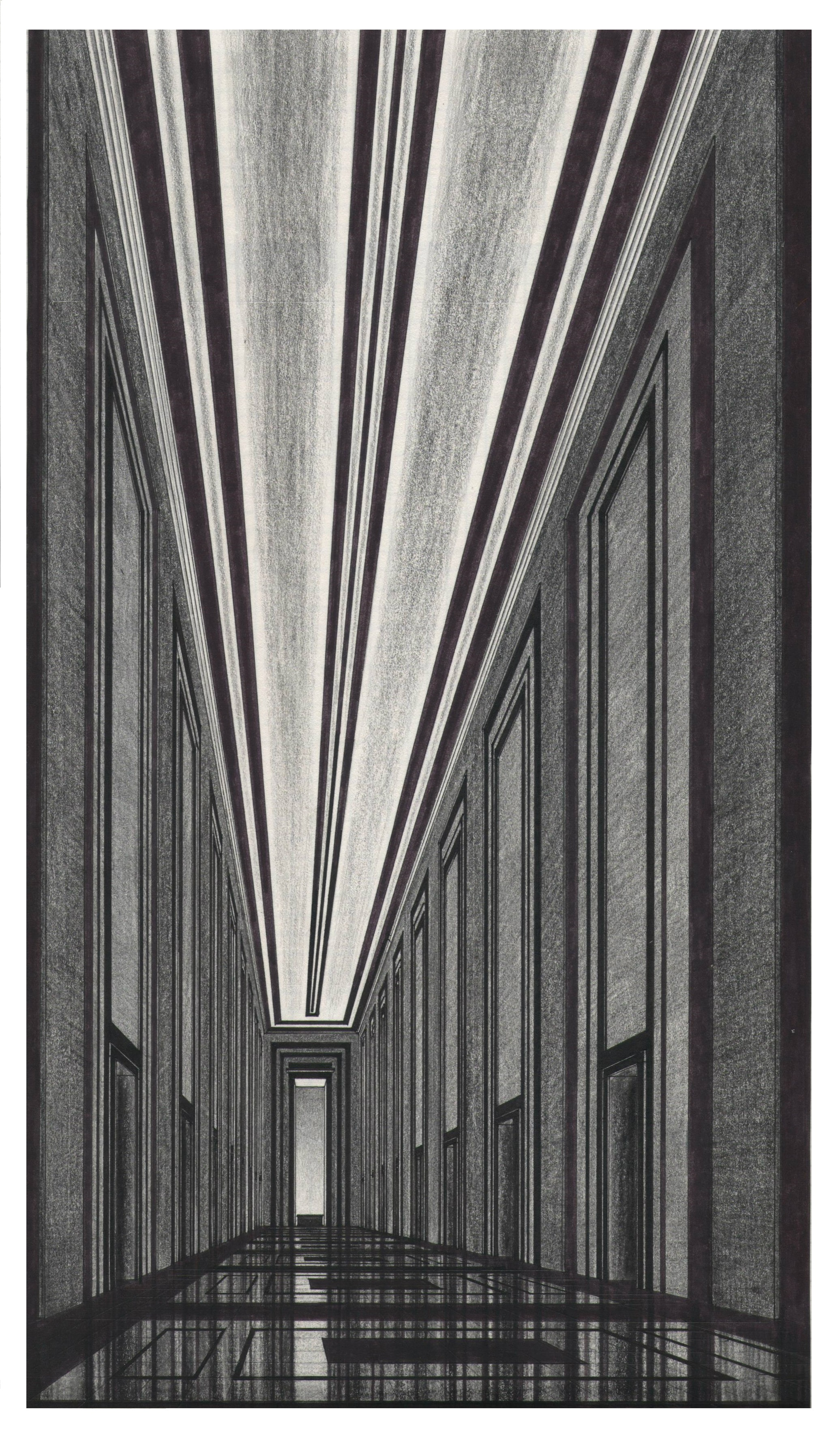
Arnaldo Dell'Ira - Atrio per il Dicastero delle Comunicazioni, 1932.

Esaurito lo slancio teorico dell'architettura futurista con la morte di Antonio Sant'Elia, negli anni venti e trenta in Italia si svilupparono varie correnti architettoniche:
- l'architettura razionalista (Movimento Moderno e Razionalismo italiano) che rappresentava il movimento più moderno, in sintonia con le tendenze europee del funzionalismo.
- il Movimento Novecento, che rappresenta una tendenza di "ritorno all'ordine", con il rifiuto sia delle avanguardie del primo novecento (liberty, futurismo, cubismo) sia della nuova tendenza razionalista, con un riferimento al neoclassicismo lombardo ottocentesco e un linguaggio semplificato ed austero, in assonanza con la pittura metafisica di De Chirico. Principali esponenti ne furono Giovanni Muzio, Giò Ponti, Paolo Mezzanotte.
- il monumentalismo o "neoclassicismo semplificato", che media tra le tendenze razionaliste d'avanguardia e il conservatorismo dell'accademia, facendosi linguaggio architettonico di regime, teso a diffondere gli ideali fascisti tra le masse e trasmettere l'idea di grandezza del regime, e che privilegia la realizzazione di edifici monumentali e con forte caratterizzazioni scenografiche. Maggiore esponente ne fu Marcello Piacentini.

Tali stili e correnti vengono spesso confuse in una vaga nozione di "architettura fascista".
L'Italia del ventennio resta comunque isolata dal mondo culturale europeo più evoluto, che propone in architettura i temi del Movimento Moderno, così questi non sono conosciuti o vengono mal interpretati dagli architetti italiani. Il tutto si concentra in dibattito superficiale, che non coglie i caratteri originari dell'International Style e si riduce a una modernizzazione esteriore dello stile, con l'adozione di forme semplificate, murature lisce, balconi pieni, cornici spianate, capitelli alleggeriti, archi elementarizzati, colonne smussate, abbassando così notevolmente il livello dell'edilizia pubblica.

### Razionalismo italiano: Gruppo 7 e M.I.A.R.

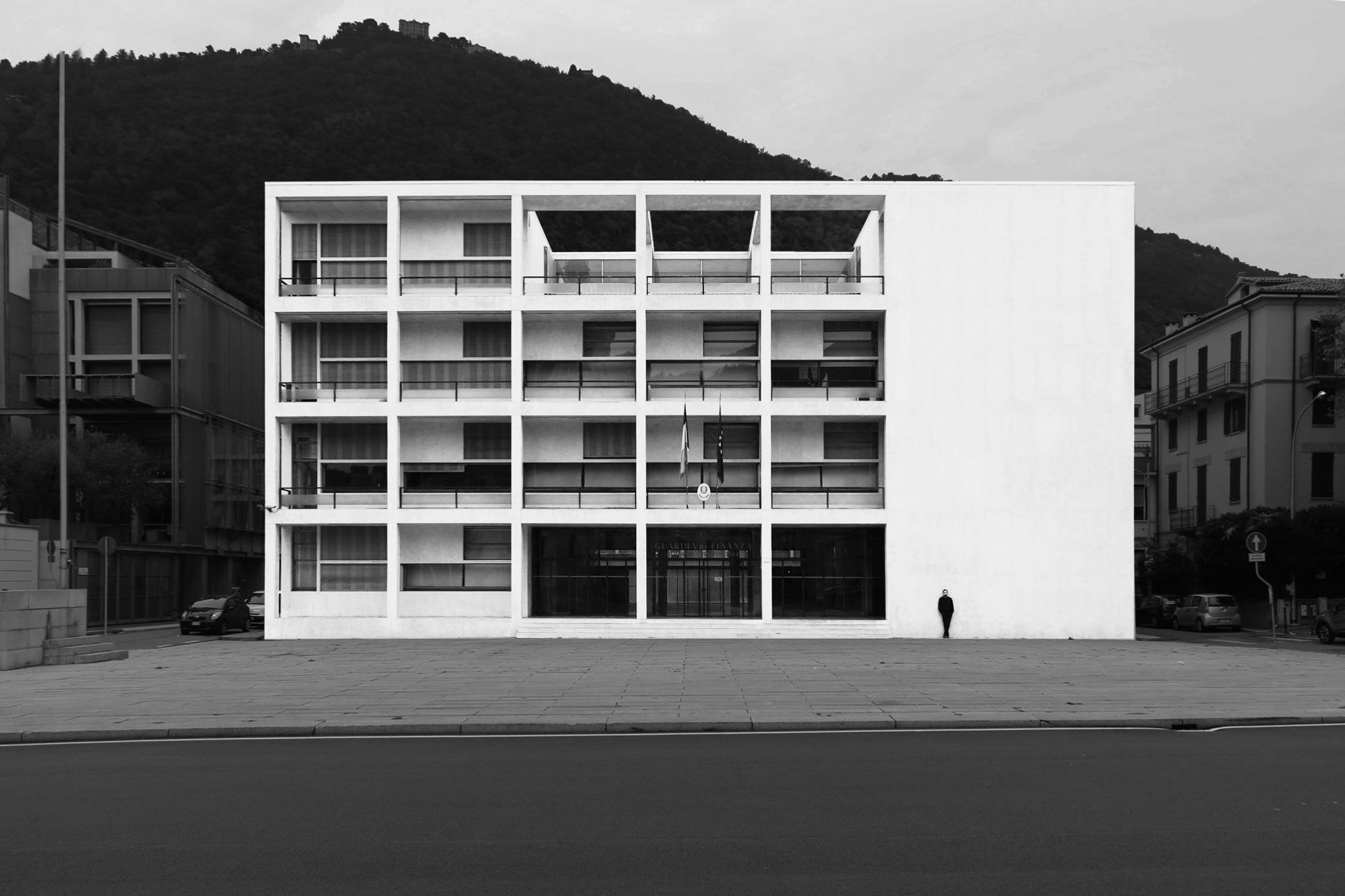
Casa del Fascio a Como (1932) di Giuseppe Terragni.

Nel 1926 si forma il "Gruppo 7" di cui fanno parte, fra gli altri, Figini e Pollini e Giuseppe Terragni, qualche tempo dopo si aggregherà anche Adalberto Libera. Il gruppo si presentò non come una rivoluzione e cercò in ogni modo di ridisegnare il nuovo stile come il più adatto al regime fascista. Si costituisce, così il MIAR (Movimento italiano per l'architettura razionale), cui aderiscono quasi 50 architetti che rappresentano tutte le varie regioni italiane.
All'esposizione del 1931 a Roma l'impatto è molto più forte e appare chiaro che le opere razionaliste sono in realtà troppo rivoluzionarie e mal si adattano a un regime autoritario. Le polemiche che ne nascono con i sostenitori della vecchia accademia, che poi sono la maggioranza, generano molte defezioni nel MIAR, tanto che il suo segretario Libera è costretto a sciogliere il movimento.
Da questo momento in poi gli architetti razionalisti si ritireranno ognuno in proprio lavorando nel privato e abbandonando di fatto gli incarichi pubblici, anche se riusciranno comunque a portare avanti varie realizzazioni.
La Casa del Fascio a Como (1932) di Giuseppe Terragni è una di queste opere pubbliche ed è anche la maggiore dal punto di vista formale, tanto che Zevi la definisce il "capolavoro del razionalismo Italiano", per quel suo volume puro disegnato sulla sezione aurea, che possiede un solido impianto e consistenza quasi "classica". Altrettanto di rilievo è l'asilo Sant'Elia di Como (1936-1937) di Terragni che forse è la sua opera migliore, per quella sua libera espressione articolata e trasparente, che si apre all'ambiente esterno;

### Movimento Novecento
Il Movimento Novecento rappresenta la fase italiana della corrente europea di "ritorno all'ordine" , con il rifiuto sia delle avanguardie del primo novecento (liberty, futurismo, cubismo) sia della nuova tendenza razionalista, con un riferimento al neoclassicismo lombardo ottocentesco e un linguaggio semplificato ed austero, in assonanza con la pittura metafisica di De Chirico. Principali esponenti ne furono Giovanni Muzio, Giò Ponti, Emilio Lancia e Paolo Mezzanotte. Opera manifesto di tale corrente è la Ca' Brutta costruita da Giovanni Muzio tra il 1919 ed il 1923 a Milano
L'architettura Novecento prende posizioni chiare contro l'eclettismo accademico battendosi per una semplificazione e re-interpretazione, che voleva significare modernizzazione. L'espressione linguistica è quanto mai diversificata: si va da una sorta di medievalismo a posizioni derivanti da un secessionismo viennese, da riferimenti alla romanità classica al barocco romano
A Roma l'orientamento architettonico, superato il "barocchetto" di Gustavo Giovannoni, è decisamente orientato verso un'immagine di città grandiosa e magniloquente, una città come nelle incisioni di Piranesi, ma questa tendenza si confonderà in seguito con un'architettura di regime che richiedeva una retorica romanità, convergente con il movimento razionalista. Come esponenti di questa architettura che si presenta come "rinnovamento moderato", a Roma citiamo, tra i tanti, Marcello Piacentini che ne fu il massimo esponente, e quindi Armando Brasini, Pietro Aschieri, Mario De Renzi e Innocenzo Sabbatini.

### Marcello Piacentini e il monumentalismo di regime

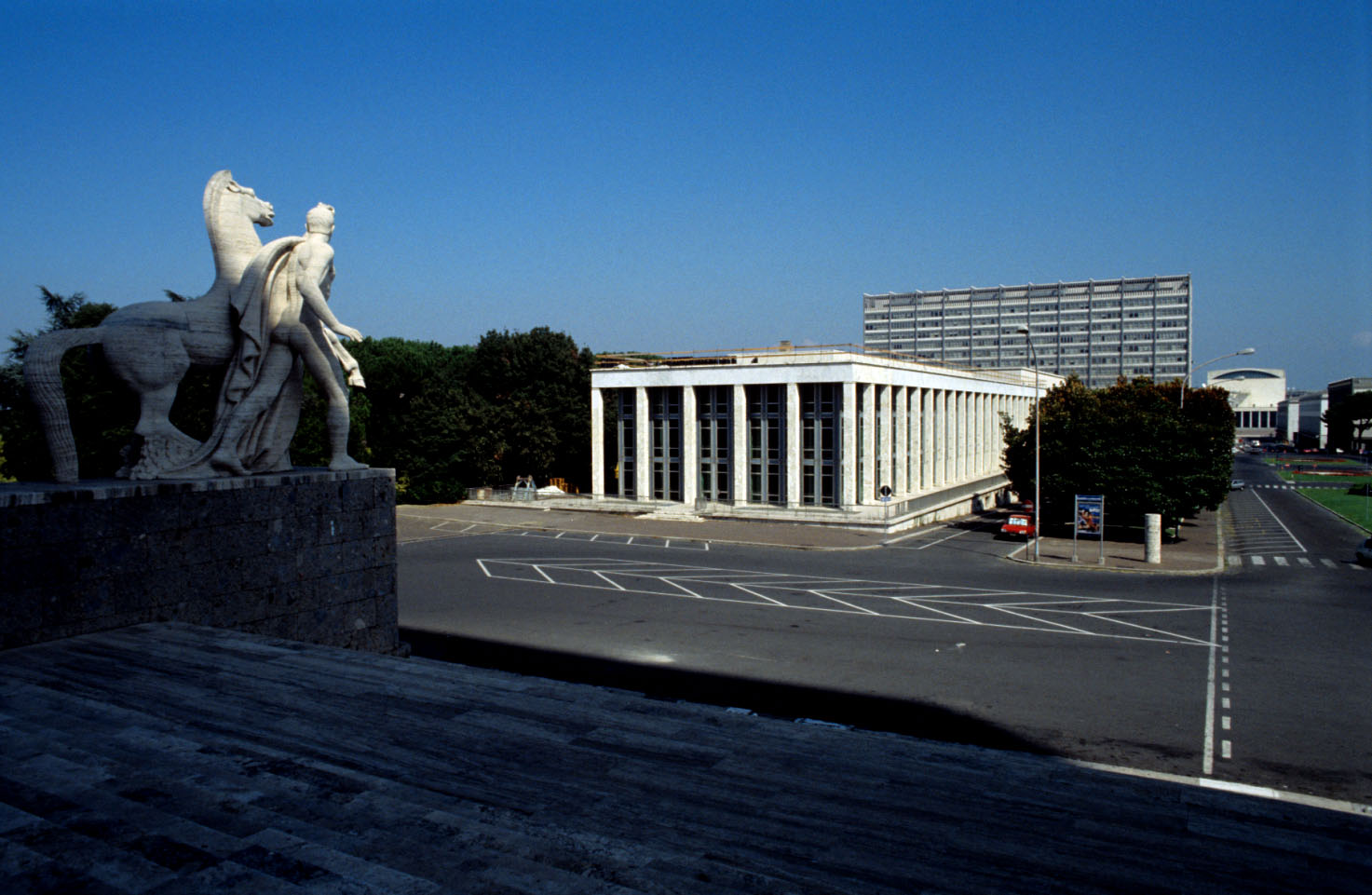
Il Palazzo dell'ex Ristorante ufficiale dell'ente EUR Roma 1941 progettato da Ettore Rossi.

Marcello Piacentini è la figura che più di ogni altro dominò l'architettura italiana durante il regime fascista: suoi sono i maggiori incarichi pubblici e il suo stile influenzerà, o in qualche modo verrà imposto non solo a molti architetti negli incarichi minori, ma anche ai maggiori razionalisti come Pagano, Libera, Michelucci. L'esempio più significativo di questa compromissione lo si avrà per il progetto dell'EUR o E42, nel quale la presenza di quattro architetti razionalisti su cinque componenti la commissione non riesce a imporre la propria linea; Piacentini, usando la sua tattica di mediatore fra tradizionalisti e modernisti, vince, e il suo stile trionfa in tutti i sensi nelle architetture dell'esposizione.
La sua architettura è una sorta di "neoclassicismo semplificato" che si può fare rientrare in quella serie di tendenze che sono state definite dai critici col termine Monumentalismo; planimetrie simmetriche e bloccate, volumi chiusi che devono ricordare il “Mar Mediterraneo”; particolari architettonici classici con rivestimenti in lastre di marmo, ritmici porticati, colonne, archi, simmetrie. Molte città italiane vengono monumentalmente ridisegnate, con la demolizione di fette importanti di centro storico e la ridefinizione dei suoi edifici più importanti in un ideale collegamento alla "romanità" passata.

## Il dopoguerra
Nel secondo dopoguerra viene definitivamente superato il neoclassicismo semplificato di Piacentini e il razionalismo prende il sopravvento riconoscendosi nella linea della rivista "Casabella-continuità" che fu già di Pagano e Persico. Il movimento è caratterizzato da architetti di notevoli capacità come Albini, Luigi Walter Moretti, Gio Ponti, Galmanini, Portaluppi, Carlo Scarpa, Figini, Pollini, BBPR, Michelucci, Giuseppe Samonà, ma con personalità oscillanti, ed è disunito e non porta avanti un discorso unitario.
A livello internazionale emerge la personalità di Pier Luigi Nervi, ma anch'egli con il linguaggio delle sue strutture, eccellente sintesi di bellezza e staticità segue una strada che appare unica e personale. Mentre da un altro lato Bruno Zevi, teorico dell'architettura, fonda nel 1945 a Roma assieme a Luigi Piccinato, Mario Ridolfi, Pier Luigi Nervi e altri l'Associazione per l'Architettura organica, che però nell'ambiente Italiano stenta a imporsi.
L'Italia in qualche modo rimane ancora chiusa ad alcuni pregnanti temi dell'International Style, i canoni dell'architettura internazionale del Novecento, passano in Italia, ma vengono come filtrati e si cerca una strada italiana. Quasi simbolo di questo freno a scelte, che rompano decisamente con il passato, è l'impossibilità dei due più grandi Maestri del Movimento Moderno, Le Corbusier e Wright di realizzare due loro progetti a Venezia (Ospedale e Palazzetto sul Canal Grande).
Opere importanti di questa logica razionale ma con influssi prettamente italiani sono:
- nel 1945 il Mausoleo delle Fosse Ardeatine, di Fiorentino e altri;
- del 1946 il Seminario Vescovile di Reggio Emilia di Enea Manfredini[2]
- nel 1948 la testata della Stazione Termini di Roma, di Montuori e Vitellozzi;
- nel 1949-50 la Borsa merci di Pistoia, di Giovanni Michelucci;
- nel 1950 il Palazzo per Uffici dell'INA a Parma di Franco Albini
- nel 1952 la Chiesa della Madonna dei Poveri a Milano, di Figini e Pollini;
- nel 1950- 57 la sistemazione interna del Palazzo Bianco e del tesoro della Cattedrale di San Lorenzo a Genova di Franco Albini;
- nel 1955 il Grattacielo Ina Assitalia a Palermo di Carlo Broggi;
- nel 1955 giardini ed estensioni della villa Clerici a Milano di Gaetano Brusa
- nel 1958 la Torre Velasca a Milano dello studio BBPR;
- nel 1956-58 il Grattacielo Pirelli di Gio Ponti la cui struttura è stata progettata da Pier Luigi Nervi e dove trova la prima vera applicazione del curtain wall nella realtà Italiana;
- nel 1956-58 il Palazzo dello Sport e il Palazzetto dello Sport di Roma di Pier Luigi Nervi;
- nel 1956 il progetto della Cattedrale di Cristo Re di La Spezia di Adalberto Libera;
- nel 1959 il Salone dell'Automobile di Torino di Morandi.

## La reazione all'International Style
L'architettura così come la vita di tutto il paese, dopo la seconda guerra mondiale, sembra risvegliarsi da un lungo sonno e vedere dopo tanto tempo la realtà. È così che nasce il Neorealismo architettonico, che prende forse spunto dalla stagione di grande valore che questa forma di espressione aveva già avuto nel cinema; nell'architettura, infatti, il movimento è successivo a quello cinematografico; questa è la prima reazione al Movimento Moderno. I suoi maestri sono Mario Ridolfi, Carlo Aymonino, Ludovico Quaroni, Giovanni Michelucci, anche se quest'ultimo spazia anche in altre tendenze. La ricerca neorealista è incentrata sulla coerenza compositiva dei materiali, delle scelte tecnologiche, dei particolari architettonici e costruttivi, delle interpretazioni sociologiche e psicologiche dell'ambiente costruito e dello spazio architettonico esistente e storico.
È proprio in quest'ottica di analisi storica delle tecniche edilizie del passato che nasce il bisogno già avvertito alla fine degli anni trenta della codificazione delle conoscenze dell'arte del costruire. Sarà appunto Mario Ridolfi, che provenendo da una famiglia di impresari, medierà tra "teoria" e "prassi" costruttiva e curerà la pubblicazione del Manuale dell'Architetto edito dal CNR nel 1946. 
Tutto questo insieme di informazioni verrà poi immediatamente trasferito nella ricostruzione post-bellica di cui l'edilizia pubblica con i quartieri INA-Casa ne rappresenterà l'esempio e il modello più significativo.
Esempi di tutto ciò sono:
- del 1950 il quartiere Tiburtino a Roma (capogruppo Mario Ridolfi e Ludovico Quaroni);
- del 1951 il quartiere Spine Bianche a Matera (Michele Valori, Aymonino);
- del 1951 le Torri INA di viale Etiopia a Roma Mario Ridolfi;
- del 1948 - 1952 Albergo-Rifugio Pirovano di Franco Albini a Breuil-Cervinia;
- del 1956 il Quartiere Rosta Nuova a Reggio Emilia di Franco Albini, Franca Helg ed Enea Manfredini[3];
- del 1957 l'Ospedale Civile di Belluno di Enea Manfredini[4];
- una villa di Ignazio Gardella nella campagna pavese.

Questa abitudine della cultura architettonica italiana a riciclare le forme tradizionali porta i migliori architetti a un'importante scelta metodologica, propria del costume progettuale del passato, che è quella di trattare ogni progetto come evento irripetibile e isolato e non come programma di una nuova organizzazione della città. Esempi significativi di questo atteggiamento sono le citate Torre Velasca a Milano dello studio BBPR l'edificio INA di Franco Albini a Parma, la Cassa di Risparmio di Giovanni Michelucci a Firenze, che rappresentano "l'originalità eccellente" a fronte della mediocrità generale dell'architettura italiana. L'atteggiamento deriva dalla difficoltà di sviluppare le questioni dell'urbanizzazione della città attuale sopra una certa dimensione, con la conseguente incoerenza tra coscienza architettonica e urbanistica. E la questione urbanistica esploderà con veemenza, sotto il peso della ricostruzione prima e del boom edilizio poi degli anni sessanta, che portano con sé la speculazione edilizia. Le città si espandono a macchia d'olio senza precise direttive e le periferie si vestono di grigiore e caos tipici degli abitati paleo industriali. In Italia manca quell'approccio ai problemi urbanistici, che è proprio del Movimento Moderno, gli architetti possono anche aver individuato i problemi ma non riescono a trovare le soluzioni e questo porta a una crisi della cultura architettonica Italiana.
Fenomeni come il Neoliberty, di reazione alla mancanza di umanità dell'International Style, possono essere inquadrati in questo ambito. Da un lato v'è la volontà di recupero delle idee di familiarità e di buona grazia delle architetture delle costruzioni dei primi decenni del XX secolo, e dall'altro v'è questo richiudersi in se stessi in un ritorno al passato, per evitare di affrontare i problemi attuali e urgenti che appaiono irrisolvibili. Emblematiche in proposito sono le parole del critico Britannico Reyner Banham che individuerà il ("ritiro spirituale Italiano dall'architettura moderna"). Nasce così una stagione di breve durata alla fine degli anni cinquanta, che si rifà ai temi formali dell'Art Nouveau rielaborandoli in senso più moderno.
Le opere principali da ricordare sono:
- 1953-58 la Casa alle Zattere a Venezia di Ignazio Gardella;
- 1953-56 la Bottega di Erasmo e Borsa Valori a Torino  di Roberto Gabetti e Aimaro Isola,
- 1957 appartamenti duplex a Cameri (Novara) di L. Meneghetti, Vittorio Gregotti e Giotto Stoppino;
- vari edifici di Gae Aulenti, Guido Canella, e Pietro De Rossi a Milano.

Il Brutalismo invece nasce con Le Corbusier a Chandigarh, ma non può essere considerato un vero e proprio superamento del Movimento Moderno, semmai un'evoluzione. In Italia trova diversi seguaci: molti hanno riconosciuto i suoi segni anche in quell'evento unico che è la citata Torre Velasca a Milano, o nella dirompente plasticità del cemento a vista della Chiesa dell'Autostrada del Sole di Giovanni Michelucci (1964); poi, sicuramente, nell'Istituto Marchiondi a Milano di Vittoriano Viganò (1957), nelle abitazioni del quartiere Sorgane a Firenze, di Leonardo Ricci e altri (1966), negli edifici per unità abitative del quartiere Matteotti di Terni di Giancarlo De Carlo (1971-74).

## Le ultime tendenze
Altri movimenti più o meno recenti, rappresentano, invece, il superamento del Movimento Moderno in Italia, perché apportano nuove espressioni e canoni. Possono individuarsi nel corso degli ultimi 40 anni:
- l'architettura radicale del Superstudio fondato a Firenze da Adolfo Natalini nel 1966, che è quasi la "negazione" della costruzione edilizia e dello spazio architettonico, dove i canoni positivisti dell'International Style paiono dissolversi;
- l'architettura High-Tech espressa magistralmente da Renzo Piano nel Beaubourg di Parigi (1971-1979), la cui struttura rivoluzionaria pone chiaramente in evidenza nuovi temi e particolari costruttivi che divengono dettagli architettonici, legati alla definizione metaforica dell'edificio attraverso impianti e tecnologia;
- l'architettura postmoderna, non nasce in Italia, anche se aveva avuto alcune anticipazioni in Guido Canella e Michele Achilli nel Municipio di Segrate (1963), dove echeggia una certa rotondità romana e monumentale e in Paolo Portoghesi (Casa Baldi, 1960). Quest'ultimo diverrà uno degli esponenti più significativo in Italia di questo movimento, anche grazie al suo lavoro di critico dell'architettura, le realizzazioni più importanti furono quelle di Aldo Rossi;
- un altro movimento, da considerarsi come uno sviluppo dei precedenti, è il neorazionalismo, la cui figura preminente in Italia è stato Aldo Rossi a cui alcuni associano congiuntamente una sorta di Neo-Novecento come nel quartiere Gallaratese di Milano (1969-73);
- il regionalismo critico, fu promosso in Italia dal suo critico principale Kenneth Frampton con la pubblicazione di due articoli nelle riviste Casabella[5] e Domus.[6] Uno degli architetti particolarmente sensibile a questi argomenti è stato sicuramente Gino Valle.
- altre tendenze ancora da ricordarsi sono il decostruttivismo e il pluralismo moderno, ma per ora non sembrano avere in Italia grandi riferimenti.